# Cerianthus natans
Cerianthus natans is een Cerianthariasoort uit de familie van de Cerianthidae. De wetenschappelijke naam van de soort is voor het eerst geldig gepubliceerd in 1901 door Verrill.